# Sismogramme
Ne doit pas être confondu avec Sismographe.
 (avril 2016).

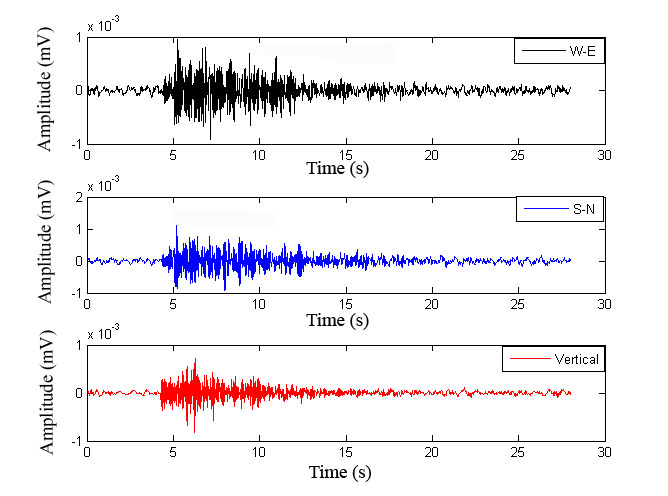
Sismogramme selon trois composantes perpendiculaires (nord-sud, est-ouest et haut-bas).

Un sismogramme est un enregistrement en fonction du temps des ondes sismiques qui se propagent lors d'un séisme, généralement réalisé au moyen d'un sismographe.
L'abscisse du graphique représente le temps alors que l'ordonnée représente l'amplitude du déplacement, de la vitesse ou de l'accélération de l'onde sismique selon un ou des axes donnés (x, y, ou z). Dans le cas d'un enregistrement en accélération, on parle plus spécifiquement d'accélérogramme.
La forme générale de la courbe est celle d'un oscillateur harmonique amorti. En effet le sismogramme matérialise le déplacement, la vitesse ou l'accélération d'une particule du terrain soumise à la traversée de l'onde sismique sinusoïdale. 

### Sismogrammes en temps réel
- (fr + nl + de + en) Observatoire royal de Belgique - Section de séismologie